# Azione di regresso
L'azione di regresso: consiste nella situazione in cui ci sono più debitori, e uno di questi decide di adempiere l'intera prestazione. L'azione di regressione consiste proprio nel pagamento di ciascun condebitore al debitore che ha adempiuto l'intera prestazione. 
L'azione di regresso, nel diritto cartolare italiano, è l'azione che spetta al portatore o a chi ha pagato il titolo di credito nei confronti del traente, dei giranti e dei relativi avallanti.

## Azione di regresso e azione diretta
Nel titolo cambiario si possono distinguere due categorie di obbligati, ai quali corrispondono due tipi di azione per ottenere il pagamento della somma contenuta nel titolo: obbligati diretti (cioè coloro che hanno assunto originariamente il debito), contro cui si può usare l'azione diretta, obbligandoli al pagamento del debito, ed obbligati in via di regresso (cioè coloro che si sono assunti la responsabilità del pagamento), contro cui si può usare l'azione di regresso, che li obbliga a pagare ma che permette loro di rivalersi sui loro debitori.

## L'azione di regresso e il protesto
Si può procedere con l'azione di regresso verso gli obbligati in via di regresso se il titolo è stato presentato tempestivamente ma non se n'è ottenuto il pagamento, come descritto dall'art. 45, primo comma della L.A., oppure se l'assegno non sia stato presentato tempestivamente o non sia stato fatto il protesto o la constatazione equivalente, come indicato dal secondo comma. 
Il portatore può esercitare il regresso contro i giranti, il traente e gli altri obbligati se l'assegno bancario, presentato in tempo utile, non è pagato, purché il rifiuto del pagamento sia constatato con un protesto.
Il portatore mantiene i suoi diritti contro il traente anche se l'assegno bancario non sia stato presentato tempestivamente o non sia stato fatto il protesto o la constatazione equivalente; li perde, però, se, dopo il termine di presentazione, la somma non è più disponibile per fatto del trattario. Il portatore può chiedere l'ammontare dell'assegno bancario non pagato, gli interessi al tasso legale dal giorno della presentazione e le spese per il protesto o la constatazione equivalente, quelle per gli avvisi dati e le altre spese.

## L'azione verso i giranti
Il portatore può esercitare l'azione di regresso verso uno qualunque dei giranti, generalmente verso il soggetto con più disponibilità economica, mentre il girante che ha pagato la cambiale può esercitare azione solo verso i giranti di grado inferiore.

## Prescrizione
Il regresso del portatore contro i giranti, il traente e gli altri obbligati si prescrive per la cambiale in un anno dalla scadenza del termine di presentazione e per l'assegno in sei mesi. Le azioni di regresso tra gli obbligati al pagamento dell'assegno bancario si prescrivono in sei mesi dal giorno in cui l'obbligato ha pagato l'assegno bancario o in cui l'azione di regresso è stata promossa contro di lui, come specificato dall'art.75 della L.A. e dall'art. 94 L. Camb.
Trascorso tale termine è sempre possibile l'azione causale, soggetta ai termini di prescrizione propri del rapporto obbligatorio sottostante.